# Sidi Ghanem
 (janvier 2020).
Cet article possède des paronymes, voir Ghanem et Mosquée Sidi Ghanem de Mila.
Sidi Ghanem (arabe : سيدي غانم, berbère : ⵙⵉⴷⵉ ⵖⴰⵏⴻⵎ) est une zone industrielle de Marrakech située au nord-ouest de l'agglomération. Elle est située dans l'arrondissement Menara, le long de la route de Safi (RN7).

## Histoire
En 1988, l'ancien quartier industriel de Marrakech, situé Hay Azli, le long de la route d'Essaouira, est saturé. L'ERAC-Tensift entame dès lors l'aménagement d'une vaste zone industrielle au nord-ouest de la ville, à l'ouest de la RN7, au-delà de la voie ferrée. Le choix de ce site est dicté par sa situation géographique, loin des zones touristiques et environnementales. La présence d'un vaste terrain habous permet à l'ERAC d'acquérir le foncier à un prix modéré. De 1988 à 1990, l'établissement public aménage une zone de 175 hectares avec plus de 500 lots industriels, pour un investissement de 124 millions de dirhams.
La zone industrielle s'avère rapidement surdimensionnée pour une ville comme Marrakech dont l'économie est largement tertiarisée, dominée par le tourisme et l'artisanat. Pendant toute la décennie 1990, l'ERAC peine à vendre les lots. Peu regardante, la commission d'attribution finit par vendre une partie des lots à des acquéreurs non industriels, qui y bâtissent des immeubles ou spéculent.
À partir du milieu des années 2000, le quartier connaît un second souffle. Sidi Ghanem est investi par des créateurs qui y établissent leur production et leurs showrooms, dans des secteurs comme l'ameublement et la décoration intérieure. Des stylistes y établissent leurs ateliers et des artistes leurs galeries d'art. Touristes et expatriés sont nombreux à venir y acheter des articles originaux, introuvables dans les souks.

## Morphologie
Le quartier se divise en deux parties :
- Sidi Ghanem à proprement parler, située à l'ouest de la RN7. On y trouve :
  - des usines des secteurs agroalimentaire, pharmaceutique notamment
  - des petits ateliers d'artisans et d'artistes, avec leurs showrooms et galeries
  - des commerces et restaurants, attirés par l'engouement des touristes et des expatriés pour le quartier
- Hay El Masar, situé entre la RN7 et la voie ferrée. On y trouve :
  - des petites unités mixtes mêlant commerces (bâtiment, téléphonie, mécanique) et logements populaire.
  - le nouveau marché de gros, remplaçant depuis le début des années 2010 le marché de gros de Bab Doukkala.
  - la plateforme logistique de l'ONCF, d'une surface de 4,4 hectares.

## Transports
- En 2019, le quartier était desservi par les lignes de bus suivantes[2] :
  - L15 (Arset El Bilk - Sidi Ghanem)
  - L44 (Bab Doukkala - Centre 44)
  - L441A (Bab Doukkala - Tamansourt)
  - L441B (Bab Doukkala - Tamansourt)
- Le quartier est également accessible directement depuis l'autoroute A3 (Casablanca - Agadir) depuis la  3214 (Marrakech-Tamansourt)